# Commodore Plus/4
El Commodore Plus/4 fue un ordenador personal realizado por Commodore International en 1984. El nombre «Plus/4» hace referencia al paquete de oficina residente en la memoria ROM compuesto por cuatro aplicaciones (procesador de textos, hoja de cálculo, bases de datos, y gráficos); fue anunciado como «el equipo de la productividad con software incorporado». Tuvo algo de éxito en Europa y un total fracaso en los Estados Unidos, siendo ridiculizado como el «Minus/60», un juego de palabras inspirado en la diferencia entre el Plus/4 y el dominante Commodore 64.

## Antecedentes
En los primeros años 80, Commodore se encontró a sí mismo comprometido en una guerra de precios en el mercado de los ordenadores personales. El VIC-20 fue el resultado del diseño con tecnología CMOS de un chip de video que no podría ser vendido, y de que compañías como Texas Instruments y Timex Corporation recortaran precios de su línea de computadores PET. El Commodore 64, el primer equipo de 64KB en ser vendido por debajo de los 600$, fue otro movimiento en la guerra de precios, pero era mucho más caro de fabricar que el VIC-20 porque usaba chips discretos para vídeo, sonido y E/S. El presidente de Commodore Jack Tramiel quería una línea de nuevas computadoras que usara chips más baratos y al mismo tiempo desviaran algunas de las quejas de los clientes de los VIC y C64.
La tercera salvedad de Commodore - que, como se vio después, fue despedido a la vez que la mayor parte de la competencia de Commodore fue dejando el mercado de ordenadores personales - fueron los C116, C16, y Plus/4. Había también prototipos de un 232, básicamente una versión de 32 KB del Plus/4 sin el software ROM, y un V364 que tenía un cuadro de teclas numéricas y reconocimiento de voz integrados. Los dos modelos posteriores nunca llegaron a ser producidos. Estas computadoras usaban un MOS 8501 compatible con 6502 que era configurado aproximadamente un 75% más rápido que el 6502 y el 6510 usados en el VIC-20 y C64 respectivamente, y chips integrados de vídeo, sonido y E/S. El diseño del Plus/4 es en consecuencia filosóficamente más cercano al del VIC-20 que al del C64.
El Plus/4 era el buque insignia de entre los computadores de su línea. El Plus/4 tenía una memoria de 64KB mientras que el C16 y el 116 tenían 16KB. El Plus/4 tenía software integrado, mientras que el resto, no. El Plus/4 y el C16 tenían teclados de viaje; el 116 usaba un teclado de membrana como los equipos menos costosos de Timex-Sinclair y el IBM PCjr original. El C116 solo se vendió en Europa. Todas las máquinas se distinguían por sus carcasas de color gris oscuro y teclas en gris claro. Esto era un cambio completo respecto al esquema de colores en el 64 y en el VIC, que usaban carcasas más claras y teclas más oscuras.
El Plus/4 fue introducido en junio de 1984 y fijado a un precio de 299$. Dejó de ser distribuido en 1985. No queda completamente claro si el intento de Commodore era reemplazar poco a poco los C64 con los Plus/4, o si lo que pretendían era expandir el mercado del ordenador personal y vender el Plus/4 a usuarios más interesados en aplicaciones serias que en juegos. Fuese como fuese, el Plus/4 no tuvo ningún éxito y rápidamente desapareció.

## Las virtudes del Plus/4

Pantalla de arranque del Plus/4

El chip de vídeo ofrecía 121 colores (15 colores x 8 niveles de luminosidad + negro), una paleta comparable solo con las de las computadoras Atari en aquella época, y resolución de video de 320x200, que era lo normal para los equipos destinados a ser conectados a una televisión. La disposición de la memoria del Plus/4 le dio una mayor cantidad de memoria accesible al usuario que la del C64, y su lenguaje de programación BASIC fue enormemente mejorado, añadiendo funciones de sonido y gráficos así como funciones de bucles que mejoraban la estructura de los programas. Commodore ideó una disquetera de alta velocidad para el Plus/4, la Commodore 1551, que ofrecía mucho más rendimiento que la combinación C64/1541 porque usaba una interfaz paralela bastante mejor que el bus serie. (El Plus/4 no tenía la interfaz paralela integrada, fue proporcionada por un cartucho de expansión acompañado de un disco).
A diferencia del C64, el cual emulaba el chip 6551 desde software, el Plus/4 tenía un adaptador de comunicaciones (MOS Technology 6551 UART) que podía alcanzar los 19200 bits/s. Esto permitió al Plus/4 usar módems de alta velocidad sin hardware adicional o trucos de software (el C64 requería software especial para trabajar a 2499 bits. Sin embargo, como la mayoría de gente solo se podía costear un módem de 300 o 1200 bit/s en 1984 y Commodore nunca lanzó un módem de 2400 bits/s esta función pasó bastante desapercibida). El teclado del Plus/4 tenía a un lado una serie de 4 botones de cursores de posición colocados en forma de rombo, supuestamente de uso más intuitivo que el del VIC y C64, que se servían de solo dos teclas con diferentes direcciones si usabas la tecla SHIFT. También, para programadores avanzados, el Plus/4 vino acompañado de un monitor de código máquina residente en la ROM, que despertaba una tradición de las primeras máquinas Commodore, las series PET/CBM.
Mientras que el C64 aseguraba que incorporaba 64KB, solo unos 38KB eran accesibles para los programas en BASIC. El BASIC V3.5 del Plus/4 hizo utilizables 59KB, ayudado por su mapa de memoria que recolocaba la E/S en el límite superior de la memoria ($FD00). En consecuencia, el procesador de un Plus/4 era alrededor de un 75% más rápido que el de un C64.

## Los defectos del Plus/4

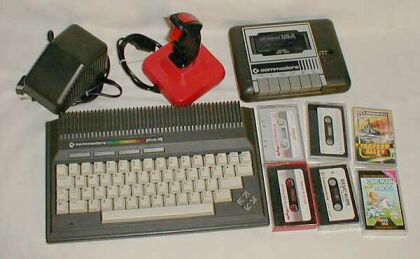

El Plus/4 tenía tres deficiencias, algo que resultó fatal: a diferencia del VIC II del C64, el chip de vídeo no soportaba sprites, lo que limitó severamente las capacidades gráficas de sus videojuegos. Además, su generador de tonos era mucho más cercano en calidad al del chip de sonido del VIC que al del C64, lo que a su vez hizo menos atractivo el Plus/4 para los desarrolladores de juegos. Finalmente, la ausencia de estas capacidades hicieron que la compatibilidad de software con el C64 fuera imposible. Puede que Commodore no viera en esto un problema, del mismo modo que el exitoso C64 era incompatible con la mayoría del software del VIC-20 - pero el C64 tenía desarrolladas amplias librerías hacia 1984, y mientras que el C64 era una evolución significativa del VIC-20 en casi todos los sentidos, el Plus/4 no lo era.
Otro problema que dificultó las ventas al Plus/4 era que a pesar de que las tres máquinas (116, C16 y Plus/4) era compatibles unas con otras, los desarrolladores tendían a escribir programas con el menor denominador común en una familia de ordenadores. Así que para no ahuyentar a los compradores de la C116 y la C16, que estaban destinadas a ser las máquinas con mayores ventas en estas series, la mayoría del software fue diseñado para trabajar con 16KB y la memoria extra del Plus/4 no fue aprovechada. Además, la mayoría del desarrollo para estas máquinas estaba en Europa. Los desarrolladores norteamericanos concentrados en el mercado del exitoso C64.
La compatibilidad de periféricos con los del C64 era inconsistente. Los puertos serie, de usuario, y de vídeo eran compatibles con el C64, pero el puerto del lector de cintas estaba cambiado, lo que producía un desajuste de puertos para otros muchos periféricos.
Esto derivó en mayores costes en la actualización al Plus/4 desde los modelos anteriores VIC-20 y C64, provocando que el usuario en muchos casos pueda haber comprado nuevos periféricos para la nueva máquina. Esto hizo al Plus/4 menos atractivo todavía para los nuevos compradores, pues periféricos de VIC y C64 eran más abundantes y menos caros que los homólogos del Plus/4.
El Plus/4, a diferencia del C64 y muchos otros ordenadores de aquella época (con la notable excepción del Coleco Adam), fue equipada con un software de aplicaciones residentes en ROM (desarrollado para Commodore por TriMicro). Desafortunadamente, el paquete de aplicaciones, que incluía un procesador de textos, hoja de cálculo, bases de datos y gráficas, fue completamente inadecuado para el mercado de negocios y usuarios profesionales al que era originalmente destinado el Plus/4. Existían mejores paquetes de software de negocios en otros sistemas, incluyendo el C64.
La mayoría de los desarrolladores del Plus/4 trabajaron además en el proyecto del posterior Commodore 128, que fue mucho más exitoso.

## Especificaciones
- CPU: MOS Technology 7501, 1,77 MHz (PAL) / 1,79 MHz (NTSC)
- RAM: 64 kB, de los cuales cerca de los 60 kB estaban disponibles para los usuarios de BASIC
- ROM: 32 kB incluyendo el Commodore BASIC 3.5, un monitor de código máquina y «3 Plus 1» de TRI-Micro (procesador de textos, hoja de cálculo, bases de datos, y gráficas)
- Modo texto: 40×25 caracteres (PETSCII)
- Gráficos: 160x200 (alta) / 320×200 (baja), 121 colores
- Puertos de E/S:
  - Conector de cintas (para el Datassette Commodore 1531 con mini-DIN de 7 pines; incompatible con C64)
  - Ranura para cartuchos (incompatible con C64)
  - 2 controladoras de juegos mini-DIN de 8-pin (incompatible con C64)
  - Commodore serial bus
  - User port (para módems y dispositivos no comunes)
  - Conector de vídeo compuesto con señal de audio mono
  - Modulador de RF al conector de antena de TV

## Trivia
El Plus/4 fue originalmente llamado Commodore 264 durante la fase de prototipo.
Un prototipo no comercializado de la familia Plus/4, el Commodore V364, incluía software y hardware de reconocimiento de voz.
En Dinamarca, el Plus/4 fue usado en un paquete de productos de la entonces compañía nacional de telecomunicaciones (ahora TDC A/S) para ayudar a personas con problemas auditivos a comunicarse por teléfono. Las llamadas salientes se efectuaban desde el Plus/4 vía módem a una centralita donde una operadora leía el mensaje escrito por el usuario, llamaba al destinatario y lo narraba, efectuando el proceso inverso para las llamadas entrantes.